# Lesní správa
Lesní správa je organizace nebo organizační jednotka, kterou si zřizuje majitel lesa. Podobné organizace a organizační jednotky však mohou mít i jiná označení. U státního podniku Lesy České republiky se lesní správy dále člení na lesní revíry, například území lesní správy Vsetín se člení na 21 revírů. Podobně například lesní správa Ostravice biskupských lesů Ostravsko-opavského biskupství se člení na 11 revírů. Území jedné lesní správy zpravidla tvoří jeden nebo více lesních hospodářských celků. 
V České republice to mohou být například: 
- Lesní správa Lesů ČR.[1] V závorce za názvem lesní správy je uvedeno organizační číslo, které je používáno jako identifikátor útvaru například v e-mailových adresách. 
  - LS Brandýs nad Labem (177)
  - LS Bruntál (103)
  - LS Bučovice (141)
  - LS Buchlovice (138)
  - LS Černá Hora (144)
  - LS Česká Lípa (239)
  - LS Český Rudolec (192)
  - LS Děčín (240)
  - LS Dvůr Králové (172)
  - LS Františkovy Lázně (228)
  - LS Frýdek-Místek (110)
  - LS Frýdlant v Čechách (249)
  - LS Hluboká nad Vltavou (205)
  - LS Horní Blatná (230)
  - LS Horšovský Týn (222)
  - LS Hořice (170)
  - LS Choceň (164)
  - LS Jablonec nad Nisou (247)
  - LS Jablunkov (111)
  - LS Janovice (104)
  - LS Jeseník (122)
  - LS Ještěd (246)
  - LS Jindřichův Hradec (193)
  - LS Klášterec (233)
  - LS Klatovy (220)
  - LS Kraslice (229)
  - LS Křivoklát (180)
  - LS Lanškroun (163)
  - LS Ledeč nad Sázavou (155)
  - LS Litoměřice (236)
  - LS Litvínov (235)
  - LS Loučná nad Desnou (123)
  - LS Luhačovice (136)
  - LS Lužná (179)
  - LS Náměšť nad Oslavou (145)
  - LS Nasavrky (157)
  - LS Nové Hrady (206)
  - LS Nové Město na Moravě (154)
  - LS Opava (106)
  - LS Pelhřimov (191)
  - LS Plasy (216)
  - LS Přeštice  (212)
  - LS Přimda (223)
  - LS Rožnov pod Radhoštěm (116)
  - LS Ruda nad Moravou (125)
  - LS Rumburk (241)
  - LS Rychnov nad Kněžnou (165)
  - LS Stříbro (217)
  - LS Svitavy (161)
  - LS Šternberk (129)
  - LS Tábor (197)
  - LS Telč (150)
  - LS Toužim (226)
  - LS Třebíč (148)
  - LS Třeboň (194)
  - LS Vítkov (105)
  - LS Vodňany (199)
  - LS Vsetín (117)
  - LS Vyšší Brod (204)
  - LS Znojmo (149)
  - LS Žatec (182)
  - LS Železná Ruda (209)
- Lesní správa Lány
- Czerninská lesní správa Hlušice
- Biskupské lesy, Biskupství ostravsko-opravské: 
  - lesní správa Ostravice
  - lesní správa Vrbno pod Pradědem
  - středisko Farní lesy (neobsahuje v názvu slova „lesní správa“)
- Lesní správa města Krnova
- Lesní správa Medonosy
- Lesní správa a pila Kamenný Újezd
- Lesní správa a honitba Obytce
- Lesní správa Bubna

## Historické lesní správy
Organizace, které ukončily činnost nebo byly přejmenovány
- Lesní Správa s.r.o.
- Lesní správa (CH Outfitters)
- Lesní správa Květinov (DANVEN)
- Lesní správa obcí a soukromníků
- Lesní správa W & Š (SLAVICAR)